# 2017年の日本競馬
2017年の日本競馬（2017ねんのにほんけいば）では、2017年（平成29年）の日本競馬界についてまとめる。
2016年の日本競馬 - 2017年の日本競馬 - 2018年の日本競馬

## 概要
日本中央競馬会（JRA）は、2016年10月17日に開催日割と重賞日程を発表。
各地の地方競馬で施行するダートグレード競走は、3月までに施行する競走（2016年度）とJBC競走（11月3日）が既に発表済。
本項目における外国人騎手の所属表記については、短期免許で騎乗する騎手は国・地域名、通年免許で騎乗する騎手は日本人騎手と同様に所属地のみの表記とする。

### ヤングジョッキーズシリーズ
若手騎手の騎乗機会増加、および技術向上を目的として「ヤングジョッキーズシリーズ」が新設される。同シリーズは4月26日から11月22日にかけて地方競馬場11か所で開催されるトライアルラウンドと、トライアルラウンドの成績上位騎手が出場するファイナルラウンド（12月27日：大井競馬場、12月28日：中山競馬場）で構成され、地方競馬と中央競馬の若手騎手が参加する。

### 騎手等に対する重大な制裁

#### 中央競馬
運転免許停止中に道路交通法違反
騎手の松田大作（栗東）は2月2日、京都市内において乗用車を運転中、速度超過したところを京都府警に摘発された。その後の府警の捜査により運転免許停止中だったことが判明したため道路交通法違反により検挙された。JRAは2月9日にこれを公表すると同時に裁定委員会の議定があるまで松田を騎乗停止にした。
松田は3月23日に向日町簡易裁判所において罰金刑に処された。3月29日に行われた裁定委員会で松田に弁明の機会を与えたものの、本人から提出期日までに弁明書が提出されなかったため、4月7日の裁定委員会で「日本中央競馬会競馬施行規程（以下「競馬施行規程」と記載）第147条第20号に抵触する行為」として、松田を2月9日から8月8日まで6か月間の騎乗停止にした。
未成年であるにも関わらず飲酒
騎手の菊沢一樹（美浦）は8月3日、JRAから「競馬の公正確保について業務上の注意義務を負う者としてふさわしくない非行のあった者」として競馬施行規程第147条第20号に基づき同日から9月1日まで騎乗停止処分が課された。騎乗停止の理由についてJRAは発表していないが、複数のスポーツ新聞の報道によると関係者の話として未成年（19歳）であるにも関わらず、8月2日夜に飲酒の事実が判明したという。
これにより、菊沢が参加を予定していた8月15日の「ヤングジョッキーズシリーズ トライアルラウンド盛岡」は野中悠太郎（美浦）に変更となった。
度重なる不適切行為
3月1日付で騎手免許を取得した木幡育也（美浦）は、9月10日に実施した薬物の検体検査（尿検査）において禁止薬物である「フロセミド」（利尿剤）が検出されたことが判明し、JRAは9月14日、競馬施行規程第147条第20号に基づき木幡育を同日から10月13日までの30日間、騎乗停止とする処分を科した。
JRAの事情聴取に対し木幡育は「5月に落馬骨折した際、首のむくみを取るために母親の常備薬を使用した」と事実を認めている。
同様の事案により騎乗停止処分を受けたのは2016年2月に短期騎手免許で来日していたメキシコ出身のルイス・コントレラスに続き2人目で、日本人騎手が処分されたのは初めてである。
コントレラスの事案の詳細については2016年の日本競馬#騎手等に対する重大な制裁を参照のこと
さらに木幡育は12月14日、競馬施行規程第147条第20号の「競馬の公正確保について業務上の注意義務を負う者としてふさわしくない非行のあった者」として同日から裁定委員会の議定があるまで騎乗停止処分を科した。木幡育が未成年であるため、騎乗停止の理由となった非行事実についてJRAは発表していない。
木幡育は12月27日と28日に行われた「ヤングジョッキーズシリーズ ファイナルラウンド」のJRA東日本代表に選出されていたが、今回の騎乗停止処分を受け出場辞退を申し入れて受理され、横山武史（美浦）に変更となった。
その後、12月21日及び2018年1月4日に開催された二回の裁定委員会において、木幡育を改めて12月14日から2018年3月13日までの3か月間、騎乗停止処分にした。

#### 地方競馬
長期にわたり携帯電話で外部とやり取り
騎手の杉村一樹（川崎）は、禁止事項となっている携帯電話を川崎競馬場の調整ルームに持ち込み、外部と通信していたことが5月9日に判明した。杉村自身が3月21日に神奈川県川崎競馬組合（以後「組合」と記述）に対してその旨を申し出、さらに外部から組合に対して2016年2月以降、杉村が外部と通信していたことを告発。組合が杉村を事情聴取した結果、3月21日の申告は一部虚偽であったことを認めた上で実際には1年以上前から外部とやり取りしていたことを認めた。
組合は4月24日に処分委員会を実施。30日間の騎乗停止を行う予定で杉村に弁明の機会を与えたものの、本人から提出期日までに弁明書が提出されなかったことから5月9日から6月19日までの実効30日間の騎乗停止処分が確定した。さらに杉村は1月17日と18日の両日、浦和競馬場の業務区域内に携帯電話を持ち込んで外部と通信していたことが判明し、埼玉県浦和競馬組合は6月6日、6月20日から7月3日まで実効10日間の騎乗停止処分に、また特別区競馬組合も6月9日、2月と3月の開催で騎手控室内で外部と通信したとして7月4日から17日まで実効10日間の騎乗停止処分に、千葉県競馬組合も同日、厩務員との打ち合わせの際に携帯電話を使用したとして戒告処分にした。
同様の案件は昨年6月にばんえい帯広競馬で騎手2人が調整ルーム内に警備室に預けたものとは別の携帯電話を持ち込み、外部と通信したとして30日間の騎乗停止処分を受け、さらにその後騎手免許更新試験不合格となり事実上の騎手引退となっている。

### 中央競馬
年初は1月5日（中山・京都）より始まり、12月28日（中山・阪神）まで開催。祝日を含む3日間開催は、前年と同様に4節（3月18・19・20日、9月16・17・18日、10月7・8・9日、11月3・4・5日）で実施。
総売上げは2兆7476億6248万4800円で前年比102.9%と6年連続で増加したが、開催競馬場の総入場人員は617万5238人で前年を2%下回った。

#### 開催成績
当初予定として発表された競馬場別の開催日割は以下の通り。
- 札幌競馬場：2回・12日（前年比：増減なし）
- 函館競馬場：2回・12日（前年比：増減なし）
- 福島競馬場：3回・20日（前年比：増減なし）
- 新潟競馬場：3回・26日（前年比：増減なし）
- 東京競馬場：5回・45日（前年比：増減なし）
- 中山競馬場：5回：41日（前年比：増減なし）
- 中京競馬場：4回：26日（前年比：増減なし）
- 京都競馬場：5回：44日（前年比：-1日）
- 阪神競馬場：5回：42日（前年比：+1日）
- 小倉競馬場：2回：20日（前年比：増減なし）

#### 重賞競走の変更点
GI競走
- 大阪杯（GII）及びホープフルステークス（GII）をGIに昇格。

GII・GIII競走等
- 大阪杯の前哨戦として、金鯱賞（GII）を第2回中京競馬初日（3月11日）に移設。出走資格も3歳以上から4歳以上に変更。あわせて、中山記念（GII）と金鯱賞の1着馬に大阪杯の優先出走権を付与。
- セントウルステークス（GII）は「産経賞セントウルステークス」に名称変更。
- 府中牝馬ステークス（GII）は日本とアイルランドの外交関係樹立60周年にあたることから、「アイルランドトロフィー府中牝馬ステークス」に名称変更。
- チャレンジカップ（GIII）の施行距離を芝2000mに変更。負担重量も変更。
- 中日新聞杯（GIII）は第4回中京競馬第3日（12月9日）に移設。出走資格も4歳以上から3歳以上に変更。
- ターコイズステークス（重賞）はGIIIに新規格付。

#### 調教師の新規開業
3月1日付で、青木孝文（美浦、免許交付：2016年3月1日）が新規開業した。

#### 競走馬から規制薬物検出
前年（2016年）12月29日に大井競馬場で開催された『第62回東京大賞典』に出走し1着に入線したアポロケンタッキー（当時牡4歳、栗東・山内研二厩舎、内田博幸騎乗）の尿から規制薬物である「デキサメタゾン」（消炎鎮痛剤）が検出されたことが明らかになり、これを受けてJRAは第1回の裁定委員会を開催したことを1月13日に公表した。その後管理調教師の山内から提出された弁明書を経て、1月23日に行われた第2回の裁定委員会において山内に対し過怠金30万円の処分を科した。
また10月8日の東京競馬第8競走に出走予定だったロザンジェ（牡3歳、美浦・杉浦宏昭厩舎）は、10月4日に筋肉痛の治療のために使用したフルニキシンが規制薬物であったことが10月6日に判明。薬物の影響が残ると判断されたため同日に出走取消となる事例も発生している。

規制薬物とは競馬法で定められているニコチンやカフェインなどの禁止薬物とは異なり主に治療を目的に使用される薬剤であり、競走能力に影響を及ぼすものではなく、また失格の対象にはならないものの、事故防止などの観点から使用は厳しく制限され、投与を受けその影響が残る馬の出走は禁止されている。

#### 場外発売の変更点
ウインズ等
- 5月26日より、ウインズ新宿において平地GI競走及び重賞競走の金曜日発売を実施。発売時間は14時から19時まで[31]。
- 改築工事が進められていたライトウインズ阿見が7月29日にリニューアルオープン。発売窓口数を従来の倍となる12窓に拡大する他、駐車場も従来の倍以上になる205台が駐車可能となる[32]。

J-PLACE
- 4月15日より、ばんえい帯広競馬の場外発売施設であるアプスポット網走でJRAの勝馬投票券発売及び払戻業務を開始（J-PLACE網走）。すべての開催日に全場の第10競走から第12競走までの後半3競走に限定して発売し、また前日発売はGI競走に限定して実施[33]。さらに10月7日からは発売対象レースを各場の第8競走から第12競走の5競走に拡大される[34]。
- DASH福山駅前（J-PLACE福山駅前）での勝馬投票券発売について、4月15日からこれまでの「すべての開催日に各場メイン競走のみ」から「すべての開催日に各場の全競走」に拡大（ただし前日発売は引き続き有馬記念のみ）[35]。
- 6月24日より、園田・姫路競馬の場外発売施設であるDASH和歌山でJRAの勝馬投票券発売及び払戻業務を開始（J-PLACE和歌山）。すべての開催日に全場全レース発売するが、前日発売は有馬記念のみ実施[36]。
- オフト大鄕（J-PLACE大鄕）では従来「障害GI（J・GI）を除くGI競走当日」及び「JRAと南関東競馬の重複開催日」にJRAの勝馬投票券を発売していたが、10月8日から毎週日曜日及び中山金杯・京都金杯当日（通常は1月5日）に発売日が拡大される[34]。

#### 親子4人が同一レースで騎乗
4月1日に行われた中山競馬第6競走（16頭立て）で、父・木幡初広、長男・木幡初也、次男・木幡巧也、そして3月1日付で騎手免許を取得したばかりの三男・木幡育也（4人いずれも美浦）の親子4人が騎乗した。親子4人が同一レースで騎乗したのはJRA史上初めての快挙。結果は次男・巧也の2着が最高で、父・初広が6着、長男・初也が13着、三男・育也は最下位の16着だった。
また初也・巧也・育也の三兄弟は4月15日の福島競馬でそれぞれ勝利を挙げた（初也：第2競走、巧也：第6競走、育也：第7競走＝JRA初勝利）。三兄弟が同じ日に同一競馬場で勝利を挙げたのもJRA史上初となる。しかし巧也は第8競走での斜行行為により開催日4日間の騎乗停止処分を受け、後味の悪い格好となった。さらに三兄弟は10月28日に行われた新潟競馬第8競走（若手騎手限定競走）でもJRA史上初となる同一競走で1着から3着までを独占した（1着：初也、2着：巧也、3着：育也）。
また6月3日に行われた東京競馬第1競走で、長男・初也が1着、父・初広が2着に入線し、JRA史上初となる父子1・2着独占を記録した。

#### その他の変更点
- 12月24日施行の中山競馬について、第1競走の発走時刻を9時35分に設定し12競走制で施行。これにより、第62回有馬記念は第11競走で施行された[43]。
- 夏季競馬開催中の7月30日から9月3日までの毎週日曜日に実施される『WIN5』について、2016年に引き続き『SUMMER WIN5』として施行。各場（札幌・小倉・新潟）のメイン競走（第11競走）の中で一番発走時刻が早い競走を1レース目にするのは2016年と同様だが、2017年は札幌と新潟の第12競走が対象に含まれる[44][45]。
- 落馬・再騎乗の禁止…ルールの国際調和、及び騎手と馬の保護の観点から、レースで騎手が落馬した場合に再騎乗をして競走を継続することを禁止する[46][47]。

### 地方競馬
1月 - 3月は「平成28年度」、4月 - 2018年3月は「平成29年度」の開催内容について記述している。
なお、日程等の発表時期は各主催者ごとに異なるため、発表があり次第順次記載する。

#### 禁止薬物陽性馬の発生
地方競馬では2017年も禁止薬物陽性馬が発生した。いずれも競走馬理化学研究所での薬物検査（尿検査）により判明したものである。また競馬法違反に抵触するとして競馬場を管轄する警察署にも届け出ている。
- 9月24日 - 9月16日に行われたばんえい帯広競馬第6競走で2位に入線した競走馬（牝6歳、岡田定一厩舎）から禁止薬物である「テオフィリン」（気管支拡張剤）が検出され、主催者の帯広市は同馬を失格、さらに出走予定だった9月24日の競走は除外にすると共に30日間の出走停止処分、また岡田厩舎のその他の管理馬についても陰性が判明するまで出走を認めないと同時に北海道警帯広署にも届け出た[48]。その後2018年4月17日に市は岡田を帯広市ばんえい競馬実施条例施行規則第84条第1項第5号及び同条第2項違反として戒告及び賞典停止40日の処分を科した[49]。
- 11月23日 - 11月14日に行われた大井競馬第1競走で1着に入線した競走馬（牡2歳、船橋・石井勝男厩舎）[注釈 2]から禁止薬物である「プロカイン」（局所麻酔薬）が検出され、特別区競馬組合は同馬を失格処分にすると同時に（ただし勝馬投票券については有効）、入厩している同厩舎の管理馬について、全馬陰性確認ができるまで大井競馬に出走させない措置を取った[50][51]。その後同厩舎の所属馬31頭中29頭について確認検査を実施した結果、いずれも陰性が確認されたため12月4日以降の出走が可能となった。当該馬を含む残り2頭についても後日検査を行い陰性が確認できれば出走可能となるが、当該馬については12月14日まで出走できない[52]。

その後千葉県競馬組合は2018年2月9日に禁止薬物検出の原因は「ベンジルペニシリンプロカイン水性懸濁液による治療」であるとし、治療を担当した獣医師の承認を取り消したことを発表。当該獣医師は新たに承認を受けるまで厩舎に立ち入ったり診療することが不可能となった。また石井も2月13日から5月7日まで60日間の戒告と賞典停止処分が科された。

#### 帯広市（ばんえい競馬）
2017年3月1日に年間日程及び重賞日程を発表。平成29年度は4月21日から2018年3月25日までの26開催・150日を予定（前年比：2日減）。内訳はナイター開催92日（前年比：2日減）、準ナイター開催17日（前年比：増減なし）、薄暮開催36日（前年比：2日減）、デイ開催5日（前年比：2日増）となっている。重賞競走は25競走を施行予定。

#### 北海道（ホッカイドウ競馬）
2017年は4月18日から11月9日までの15開催・80日実施（前年比：増減なし）。全日程が門別競馬場でナイターで施行した。
このうち重賞競走は前年度と同数の27競走を、また2歳馬を対象としたJRA認定競走は昨年度より5競走少ない113競走でそれぞれ施行した。
売り上げは当初の計画を上回る241億4121万円余りで、5年連続の黒字決算となる見込み。
リーディングジョッキーは105勝の桑村真明が2年連続三度目の獲得。リーディングトレーナーは119勝の田中淳司が3年連続三度目の獲得となった。

##### その他の変更点
- 4月18日の開幕初日から、インターネット動画サイト「ニコニコ生放送」での配信を開始[61]。

#### 岩手県競馬組合（盛岡・水沢競馬）
2017年2月21日に年間日程及び重賞日程を発表。通常開催は4月1日から2018年1月8日まで21開催（水沢11開催・盛岡10開催）・124日開催予定（前年比：20日増）。その後冬季休催期間を挟み、特別開催を3月21日から26日まで水沢で1開催・4日実施する予定。
ダートグレード競走を含む重賞は49競走開催予定。うち盛岡芝コースで行う重賞は6競走を施行予定。

##### 重賞競走の変更点
- 新設重賞として『奥州弥生賞』（距離1400m）を3月18日に水沢で施行[63]。

##### その他の変更点
- テレトラック山本（秋田県三種町）は施設が一部損傷したことにより3月3日まで馬券発売を中止（ただし払戻業務は時間限定で実施）[64]。翌4日から営業再開した[65]。

#### 特別区競馬組合・神奈川県川崎競馬組合・埼玉県浦和競馬組合・千葉県競馬組合（南関東公営競馬）
2016年11月14日に年間日程及び重賞日程を発表。開催日数は大井が98日（ナイター74日）、川崎が63日（ナイター49日）、船橋が57日（ナイター42日）、浦和が49日を予定。発表時段階で大井が1日、船橋が3日増加した一方で浦和が1日減らされた。
5月2日・3日は船橋（昼間開催）と大井（ナイター）のリレー開催が組まれている。

##### 重賞競走の変更点
- ゴールドカップ（浦和）をSIIIからSIIに格上げ、距離もダート1400mに変更[66]。
- JBC競走は大井で11月3日に昼間開催として施行。また大井での開催に伴い、『JBCクラシック』が2000mに、『JBCスプリント』が1200mに、『JBCレディスクラシック』が1800mにそれぞれ距離を変更して施行する[66][67]。

##### その他の変更点
- 豪州を拠点に活動している藤井勘一郎が4月1日から6月30日まで南関東を中心に騎乗。期間中は川崎・佐藤博紀厩舎所属となる[68]。
- フランス出身で現在はマカオジョッキークラブに所属しているライアン・クアトロが9月6日から12月5日まで短期騎手免許で騎乗。期間中は大井・藤田輝信厩舎所属となる[69]。
- 10月2日の大井開催より、ダートグレード競走及び南関東の重賞競走、2歳新馬戦限定で南関東4競馬場に所有馬を預託し、JRAの馬主登録を受けている馬主の申請によりJRAで登録を受けているものと同一の服色が使用可能となる[70]。

##### 調教師の新規開業など
4月1日付で福田真広（大井、免許交付：2016年4月1日）が、また5月29日付で高野毅（大井、免許交付：2016年4月1日）がそれぞれ新規開業した。
また元宇都宮・足利所属だった箕輪武（浦和）が4月1日付で調教師免許を再取得し、9月1日付で厩舎を開業（5馬房）。9月21日の浦和競馬第4競走で復帰後初勝利を挙げた。

##### 騎手に確認せずに勝手に出馬投票
4月14日に行われた船橋競馬第7競走に出走したエイシンシルキー（船橋）は、当初騎乗予定だった瀧川寿希也（川崎）から山口達弥（船橋）に騎乗変更となった（事故扱い）が、これは同馬の管理調教師である宮下貴明（船橋）が瀧川に確認せずに勝手に出馬投票を行ったもので、このことにより宮下は「競馬の公正を害した」として同日及び17日の2日間、賞典停止の処分を受けた。

##### 前代未聞の理由による騎手変更
9月28日の船橋競馬第5競走で3位に入線した中野省吾（船橋）は、発走直後に右腕を噛みにきた馬の頭部をむちで叩いた（むちの不正使用）として10月2日から5日まで実効4日間の騎乗停止処分を受けた。しかしこの処分にショックを受けた中野は「以後は騎乗できない」としてその後の第11競走及び第12競走が公正保持のため騎手変更となる前代未聞の出来事となった。

#### 愛知県競馬組合（名古屋・中京競馬）、岐阜県地方競馬組合（笠松競馬）、石川県・金沢市（金沢競馬）
2017年度も2016年度に引き続き、名古屋・笠松・金沢の3場で相互発売の連携を実施する。
愛知県競馬組合
2017年1月10日に年間日程及び重賞日程を発表。2017年度は28開催・115日施行予定（前年比：2日増）。このうち重賞競走は26競走を施行予定。全日程が名古屋競馬場での開催となっている。
岐阜県地方競馬組合
愛知県競馬組合と同様、2017年1月10日に年間日程及び重賞日程を発表。2017年度は21開催・95日施行予定（前年比：2日減）。このうち重賞競走は16競走を施行予定。
石川県・金沢市
2017年3月17日に年間日程及び重賞日程を発表。4月2日に開幕し、12月27日まで県営17回・市営3回を施行。その後冬季休催機関を挟み3月18日から27日まで県営を1回施行する。重賞競走は15競走を施行予定。

##### 重賞競走の変更点
- 新設重賞として6月20日に金沢競馬場で石川ダービーを施行[83]。

##### その他の変更点
- 経年化による劣化のため修繕部品の確保ができず、長らく表示不可能だった笠松競馬場の着順表示板が大型ビジョンに生まれ変わり3月16日に完成。4月1日から本格稼働を開始[84]。その後一般公募により愛称を「清流ビジョン」に決定した[85]。

##### 名古屋競馬場移転へ
愛知県競馬組合は3月28日、1949年に開設し老朽化が著しい名古屋競馬場をトレーニングセンターのある弥富市へ移転することを正式決定した。新競馬場はトレーニングセンターに隣接する形で2019年着工、2022年完成予定。新競馬場には2000人規模のスタンドとナイター設備を設置する。新競馬場完成後に現競馬場を取り壊し、跡地は場外勝馬投票券発売所を設置すると同時に2026年に名古屋市で開催されるアジア大会の選手村として使用する予定。

#### 兵庫県競馬組合（園田・姫路競馬）
2016年11月28日に既に発表済みの1月分から3月分を含めた年間日程及び重賞日程を発表。全日程が園田での開催となっている。重賞競走は22競走を施行予定。
このうち毎週金曜日限定で開催されているナイター競馬は4月28日から10月26日まで26回実施した。

##### 重賞競走の変更点
- 新設重賞として2月9日に『園田ウインターカップ』（距離1400m）、11月1日に『兵庫ゴールドカップ』（距離1230m）を施行[87]。

##### 調教師の新規開業
- 8月1日付で調教師免許を取得した田中一巧が、11月16日付で厩舎を新規開業した（8馬房）[89]。

##### その他の変更点
- 3月29日から2018年3月までの予定で、園田競馬場の耐震化及びリニューアル工事を施行。それに伴いホワイトホールの使用も工事期間中は休止となる[90]。
- 園田競馬場の第5投票所を改装し、キャッシュレス投票会員専用投票所「お座敷投票所」として3月23日にリニューアルオープン[91]。
- 9月29日より、インターネット動画サイト「ニコニコ生放送」でレース配信を開始[92]。

##### 所属調教師の通算勝利数更新
11月30日に行われた園田競馬第7競走でキクノフェリックス（牡3歳、下原理騎乗）が1着となり、同馬を管理する田中範雄は通算1852勝目を記録。森澤憲一郎の通算1851勝を上回り、兵庫県競馬組合所属調教師の通算勝利数を更新した。

#### 高知県競馬組合（高知競馬）
2017年2月27日に年間日程及び重賞日程を発表。平成29年度は4月8日に開幕し、翌年3月28日まで19開催・109日開催予定（前年比：3日増）。うち12月31日、翌年1月1日及び2月16日は「夕焼けいば」として施行し、他は「夜さ恋ナイター」として施行する。ダートグレード競走を含む重賞競走は19競走を施行予定。

##### その他の変更点
- 2月20日付で、騎手の大澤誠志郎が佐賀競馬から移籍[96]。

##### 学力審査中に試験会場に乱入しNARグランプリ剥奪
1月11日に発表した『NARグランプリ2016』の「最優秀勝利回数調教師賞」に選出されていた調教師の雑賀（さいか）正光は、2016年12月23日に高知競馬場で開催された「調教師課程受講者選定にかかる学力審査」で、審査中にもかかわらず審査会場に制止を振り切って入場し、自厩舎の厩務員に助言を行う不適切行為を行っていたことが1月26日に発覚した。NARグランプリ発表前日の1月10日に複数の関係者から地方競馬全国協会へ告発があり、同月26日に雑賀を協会本部に呼び出して事情聴取を行った結果、「大変なことをしてしまった」と事実を認めたため同賞の受賞を剥奪した。当該厩務員はその後の受講を辞退した。
高知県競馬組合は3月15日、管理者指示事項違反として雑賀を戒告と賞典停止6日、当該厩務員を戒告とする処分を科した。

##### 史上最高の売得金を記録
高知県競馬組合は3月30日、2016年度（19開催・106日間）の売得金額が253億3177万4200円を記録し、1991年度（17開催・102日間）の220億5839万4900円を約33億円上回り、高知県競馬組合発足以来最高の売得金を記録したことを発表した。

#### 佐賀県競馬組合（佐賀競馬）
2017年3月3日に年間日程・重賞日程を発表。平成29年度は4月1日から2018年3月31日まで23開催・102日施行予定（前年比：6日減）。ダートグレード競走を含めた重賞競走は16競走を施行予定。

## できごと

### 1月
- 3日 - 川崎競馬第11競走（報知オールスターカップ）で的場文男（大井）が勝利し、自身が持つ地方競馬最高齢重賞勝利記録を60歳3か月27日に更新[103]。
- 4日 
  - メジャーエンブレム[104]、マーティンボロ[105]、ラブリーデイ[106]、メイショウスザンナ[107]、アムールブリエ[108]（5頭ともにJRA）が競走馬登録を抹消。今後はメジャーエンブレムとメイショウスザンナ、アムールブリエが繁殖入り、マーティンボロとラブリーデイが種牡馬に。
  - 調教師の橋本忠男（兵庫）が引退[109]。
- 7日 - 中山競馬第5競走で、吉田豊（美浦）がJRA史上11人目（現役騎手8人目）となる通算1万5000回騎乗を達成[110]。
- 10日 - 『2016年度JRA賞』の競走馬部門が発表され、年度代表馬にキタサンブラック（牡4歳、最優秀4歳以上牡馬にも同時選出）を選出。

- 11日 
  - 『NARグランプリ2016』が発表され、年度代表馬にソルテ（牡6歳、大井、4歳以上最優秀牡馬及び最優秀短距離馬にも同時選出）を選出。

  - エキストラエンド[111]とアロマカフェ[112]（いずれもJRA）が競走馬登録を抹消。今後はいずれも種牡馬に。
- 12日 - ホウライアキコ[113]とエイシンヒカリ[114]（いずれもJRA）が競走馬登録を抹消。今後は前者が繁殖入り、後者が種牡馬に。
- 13日 
  - トーホウジャッカル（JRA）が競走馬登録を抹消。今後は種牡馬に[115]。
  - 「降雪による競馬開催への影響が予想される」として、1月14日施行の京都競馬と中京競馬全競走の金曜日夜間発売を中止[116]。
- 14日
  - 京都競馬第5競走で、池添謙一（栗東）がJRA史上27人目（現役騎手16人目）となる通算1万1000回騎乗を達成[117]。
  - 「降雪による競馬開催への影響が予想される」として、1月15日施行予定の日経新春杯の前日発売[118]、京都競馬と中京競馬の全競走及びWIN5の土曜日夜間発売を中止[119]。
- 15日 
  - この日開催予定だった中京競馬は降雪の影響により中止[120]。代替開催は翌16日に出馬投票をやり直さずに施行した[注釈 3]。これに伴いWIN5の発売も中止となった[120]。また京都競馬も当初は第1競走から第9競走までの発走時刻繰り下げ、一部競走のコース及び距離変更を行って施行する予定[120]だったが、天候調査の結果中止を決定[122]。代替開催は17日に出馬投票をやり直した上で施行した[123]。さらにサンアール弥富（J-PLACE弥富）は降雪により施設が停電したため営業を休止[124]。
  - マリアライト[125]とモーリス[126]（いずれもJRA）が競走馬登録を抹消。今後は前者が繁殖入り、後者が種牡馬に。
  - 中山競馬第7競走で、キングカメハメハ産駒がJRA史上5頭目となる通算1500勝を史上最速で達成[127]。
- 16日 - この日開催予定だった名古屋競馬は積雪の影響により中止。代替開催は実施しない[128]。
- 18日 - ワイドバッハ（JRA）が競走馬登録を抹消。今後は中国で種牡馬入り[129]。
- 19日 
  - マキオボーラー（JRA）が競走馬登録を抹消。今後は乗馬に[130]。
  - 調教師の音無秀孝（栗東）は、管理馬のブチコが17日の京都競馬第9競走（雅ステークス）で三度目となる枠内駐立不良を起こし、30日間の出走停止と京都競馬場での発走調教再審査の処分を受けたことにより、競走馬を引退し繁殖入りさせることを表明した[131]。
- 20日 - 「降雪による競馬開催への影響が予想される」として、1月21日施行の京都競馬の金曜日夜間発売を中止[132]。
- 21日 - 5頭立てで行われた京都競馬第10競走（若駒ステークス）は最低5番人気が勝利し、全式別の払戻金が最低人気の配当となる珍事となった[133]。
- 22日 
  - 中京競馬第6競走で、秋山真一郎（栗東）がJRA史上28人目（現役騎手17人目）となる通算1万1000回騎乗を達成[134]。
  - シングウィズジョイ（JRA）が中山競馬第11競走（アメリカジョッキークラブカップ）の競走中に故障を発症し予後不良となったことからこの日付けで競走馬登録を抹消[135]。
- 23日 - 暴風雪の影響により、Aiba中標津におけるばんえい帯広競馬及び大井競馬の場外発売・払戻業務を中止[136][137]。
- 24日 - 調教師の矢野義幸（船橋）は、管理馬のサミットストーンが競走中に靱帯を断裂した影響により競走馬を引退し種牡馬入りすることを表明[138]。その後30日付で競走馬登録を抹消[139]。
- 28日 - ホッコーブレーヴ（JRA）が競走中に靱帯を損傷した影響により競走馬登録を抹消。今後は乗馬に[140]。
- 29日 - ミッキーアイル（JRA）が競走馬登録を抹消。今後は種牡馬に[141]。
- 31日 - 騎手の折笠豊和（浦和）が引退[142]。

### 2月
- 4日 - 京都競馬第10競走で、ディープインパクト産駒がJRA史上8頭目となる通算1300勝を史上最速で達成[143]。
- 10日 - 「降雪により競馬開催への影響が予想される」として、2月11日施行予定の京都・小倉両競馬の前日夜間発売を中止[144]。
- 11日
  - この日開催予定だった小倉競馬は積雪の影響により中止。代替開催は13日に出馬投票をやり直さずに施行した[145]。また翌12日施行の京都記念の前日発売[145]、及び京都競馬全競走及びWIN5の前日夜間発売[146]、BAOO鳥取岩見におけるばんえい帯広競馬の第9競走以降の馬券発売・払戻業務も中止となった[147]。
  - トロワボヌール (JRA)が競走馬登録を抹消。今後は繁殖入り[148]。
- 12日 - 東京競馬第3競走で、江田照男（美浦）がJRA史上12人目（現役騎手9人目）となる通算1万5000回騎乗を達成[149]。
- 18日 - 「降雪により競馬開催への影響が予想される」として、2月19日施行の京都競馬全競走とWIN5の前日夜間発売を中止[150]。
- 19日 - キャットコイン（JRA）が競走馬を引退し繁殖入りすることを馬主のサンデーレーシングがサイト上で発表[151]。22日付で競走馬登録を抹消[152]。
- 21日 - 調教師の中竹和也（栗東）は、管理馬のダコールが競走馬を引退し乗馬に転向することを表明[153]。23日付で競走馬登録を抹消[154]。
- 23日 - ウリウリ[155]とアルビアーノ[156]（いずれもJRA）が競走馬登録を抹消。今後は両馬とも繁殖入り。
- 26日 - 阪神競馬第12競走で、和田竜二（栗東）がJRA史上13人目（現役騎手10人目）となる通算1万5000回騎乗を達成[157]。
- 28日 - 騎手の武幸四郎（栗東）と田中博康（美浦）が引退。両者は翌3月1日付で調教師に転身[158]。また調教師の菅原泰夫、成島英春（いずれも美浦）、長浜博之（栗東）が定年引退[158]、坪憲章（栗東）が健康上の理由により勇退[159]。

### 3月
- 1日 - ビービーバーレル（JRA）が競走馬登録を抹消。今後はホッカイドウ競馬へ移籍[160]。
- 3日 
  - クリールカイザー（JRA）が競走馬登録を抹消。今後は乗馬に[161]。
  - 2016年の桜花賞馬であるジュエラー（JRA）が左後肢を骨折した影響で現役引退し繁殖入りすることを管理調教師の藤岡健一（栗東）が発表。6日付で競走馬登録を抹消[162]。
- 4日 - 中山競馬第12競走で、北村宏司（美浦）がJRA史上18人目（現役騎手13人目）となる通算1万3000回騎乗を達成[163]。
- 6日 - 全国公営競馬主催者協議会・地方競馬全国協会（NAR）・JRAの三者は、2018年のJBC競走について『JRA主催により京都競馬場で施行する』ことを発表[164]。
- 7日 - スマートギア（JRA）が骨折し長期休養が必要と判断されたことにより[165]競走馬登録を抹消。今後は繁殖入り[166]。
- 8日 
  - サクラゴスペル（JRA）が競走馬登録を抹消。今後はホッカイドウ競馬へ移籍[167]。
  - 大井競馬第4競走で、赤岡修次（高知）が地方競馬通算1万5000回騎乗を達成[168]。
  - 大井競馬第11競走（フジノウェーブ記念）で的場文男が勝利し、自身が持つ地方競馬最高齢重賞勝利記録を60歳6か月1日に更新[169]。→1月3日の出来事も参照
- 10日 - マイネルエテルネル（JRA）が競走馬登録を抹消。今後は乗馬に[170]。
- 11日
  - 阪神競馬第11競走で、キングカメハメハ産駒がJRA歴代単独4位となる通算1521勝目を記録[171]。
  - アースソニック（JRA）が競走馬登録を抹消。今後は乗馬に[170]。
- 15日 
  - 調教師の斎藤誠（美浦）は、管理馬のヌーヴォレコルトが11日に行われた金鯱賞（10着）をもって引退し、繁殖入りすることを表明[172]。翌16日付で競走馬登録抹消[173]。
  - マジックタイム（JRA）が競走馬登録を抹消。今後は繁殖入り[174]。
- 16日 - 調教師の飯田祐史（栗東）は、管理馬のメイショウマンボが4月8日に行われる阪神牝馬ステークスを最後に引退することを表明[175]。4月14日付で競走馬登録を抹消[176]。
- 18日 - 阪神競馬第2競走で、向正面にある内柵の一部を取り外したまま競走を施行したことが判明。ただし重大な支障はないと判断し到達順位通りに確定。またタイムオーバーとなった2頭については出走制限措置の適用除外とした[177]。
- 19日 - ヴィータアレグリア（JRA）が競走馬登録を抹消。今後は繁殖入り[178]。
- 23日 
  - ブレイブスマッシュ（JRA）が競走馬登録を抹消。今後は豪州へ移籍[179]。
  - メイショウコロンボ（JRA）が左前脚屈腱炎により競走馬を引退し乗馬に転向することが判明[180]。30日付で競走馬登録を抹消[181]。
- 29日 - タガノグランパ（JRA）が競走馬登録を抹消。今後は園田競馬[182]へ移籍[183][注釈 4]。
- 30日 - マイネルメダリスト（JRA）が競走馬登録を抹消。今後は馬事公苑で乗馬に[185]。
- 31日 - 騎手の金子正彦（川崎）が引退[186]。3日に行われた川崎競馬が最後の騎乗となった[187]。

### 4月
- 5日 - ケイアイチョウサン（JRA）が競走馬登録を抹消。今後は乗馬に[188]。
- 6日 - ザラストロ（JRA）が競走馬登録を抹消。今後は乗馬に[189]。
- 11日 - ナムラタイタン（岩手）が8日に水沢で行われた赤松杯（3着）を最後に引退したことを岩手県競馬組合が発表[190]。
- 12日 - ミュゼスルタン（JRA）が競走馬登録を抹消。今後は種牡馬に[191]。
- 15日
  - 中山競馬第5競走で蛯名正義[192]、また同競馬第9競走で柴田善臣[193]（いずれも美浦）がそれぞれ武豊に次いてJRA史上2人目・3人目となる通算2万回騎乗を達成。
  - この日行われた福島競馬の出走頭数が史上最多となる190頭を記録[194]。
  - シュンドルボン（JRA）が競走馬登録を抹消。今後は繁殖入り[195]。
- 20日 - ショウナンアデラ（JRA）が競走馬登録を抹消。今後は繁殖入り[196]。
- 23日 - リンダリンダ（大井）が右前屈腱炎により引退し繁殖入りしたことが判明。12日の船橋・マリーンカップ（3着）が最後の出走になった[197]。
- 26日
  - ティリアンパープル（JRA）が競走馬登録を抹消。今後は繁殖入り[198]。
  - 門別競馬第11競走（黒ラベルエクストラブリュー特別）は濃霧の影響により取りやめ[199]。

### 5月
- 4日 - タマノブリュネット（JRA）が競走馬登録を抹消。今後は大井競馬へ移籍[200]。
- 7日 - 京都競馬第7競走で、岩田康誠（栗東）がJRA史上29人目（現役騎手18人目）となる通算1万1000回騎乗を達成[201]。
- 13日
  - 新潟競馬第4競走（障害戦）で、平沢健治（栗東）がJRA新記録となる障害競走騎乗機会5連勝を達成[202]。
  - 京都競馬第5競走で、調教師の角居勝彦（栗東）が1984年の競走体系大幅変更以降新記録となる12週連続勝利を達成[203]。
- 14日 - この日の東京競馬で、クリストフ・ルメール（栗東）がJRAタイとなる1日9連対を記録（史上5人目）[204]。
- 17日
  - パッションダンス（JRA）が競走馬登録を抹消。今後は乗馬に[205]。
  - 川崎競馬第11競走（川崎マイラーズ）で的場文男が勝利し、佐々木竹見に次いで史上2人目（現役最多）の地方競馬通算7000勝を達成すると同時に[206]、自ら持つ地方競馬最高齢重賞勝利記録を60歳8か月10日にさらに更新[207][208]。→1月3日及び3月8日の出来事参照
- 21日 - 東京競馬第11競走（第78回優駿牝馬）で、調教師の藤沢和雄（美浦）が尾形藤吉に次いでJRA史上2人目（現役最多）となる重賞競走通算100勝を達成[209]。
- 23日 - ダービーフィズ（JRA）が競走馬登録を抹消。今後は乗馬に[210]。
- 27日 - 高知競馬第4競走で、調教師の雑賀正光（高知）が通算3016勝目を挙げ、調教師の通算勝利数日本記録を更新[211]。

### 6月
- 1日 - ジャングルスマイル（金沢）が引退し、秋田県大仙市の乗馬クラブに繋養入りすることを金沢競馬が発表[212]。
- 2日 - レッドアリオン（JRA）が競走馬登録を抹消。今後は乗馬に[213]。
- 3日 - ムスカテール（JRA）が競走馬登録を抹消。今後は乗馬に[214]。
- 8日 - クリプトグラム（JRA）が競走馬登録を抹消。今後は東京競馬場で乗馬に[215]。
- 16日 
  - クラレント（JRA）が右前浅屈腱炎を発症[216]した影響により競走馬登録を抹消。今後は乗馬に[217]。
  - 元船橋競馬騎手で現在は地方競馬全国協会参与を務める桑島孝春が6月20日付でJRAの裁定委員会外部委員に就任。任期は2019年6月19日までの2年間[218]。
- 17日 - 東京競馬第4競走（障害戦）で、林満明（栗東）が障害競走通算1959回騎乗を達成。嘉堂信雄を抜いて最多騎乗記録を更新した[219]。
- 21日 - 船橋競馬第11競走（京成盃グランドマイラーズ）で的場文男が勝利し、自身が保持する地方競馬最高齢重賞勝利記録を60歳9か月14日にさらに更新した[220]。→1月3日、3月8日及び5月17日の出来事参照
- 25日 - 阪神競馬第5競走で、ディープインパクト産駒がJRA史上7頭目の通算1400勝を史上最速で達成[221]。
- 27日 - 大井競馬第12競走（ロマンティックナイト賞、16頭立て）で、1着から14番人気→15番人気→9番人気の順で入線し、三連勝単式の配当が地方競馬史上最高、また中央競馬を含めると史上3番目[注釈 5]となる2669万3120円を記録（的中2票）[222]。

### 7月
- 5日 - トーセンレーヴ（JRA）が競走馬登録を抹消。今後は乗馬に[223]。
- 9日 - 中京競馬第8競走で、クロフネ産駒がJRA史上11頭目となる通算1200勝を達成[224]。
- 20日 - マイネルバイカ[225]とクリスマス[226]（いずれもJRA）が競走馬登録を抹消。今後は前者が乗馬に、後者が船橋競馬へ移籍[注釈 6]。
- 21日 - 神奈川県川崎競馬組合は、高知競馬へ7月23日まで期間限定騎乗を行っている郷間勇太が7月24日付で完全移籍することを発表[228]。
- 23日 - 秋田県を中心にした大雨の影響により、盛岡競馬は芝コースで施行する予定だった2競走をダートコースに変更した他[229]、秋田場外馬券発売所（DIKK秋田）の営業を休止[230]。またJRAでもウインズ横手の営業開始を12時からに変更した[231]。
- 26日 
  - ディアドムス（JRA）が競走馬登録を抹消。今後は大井競馬へ移籍[232]。
  - 大井競馬第11競走（サンタアニタトロフィー）で的場文男が勝利し、自身がもつ地方競馬最高齢重賞勝利記録を60歳10か月19日にさらに更新[233]。→6月21日の出来事も参照
- 28日
  - JRAは、2019年夏季競馬から4歳時の春季競馬までに獲得した賞金を夏季競馬開始時点に2分の1としていた「降級制度」を廃止すると発表[234]。
  - インパルスヒーロー（JRA）が競走馬登録を抹消。今後は乗馬に[235]。
- 30日 - 小倉競馬第2競走で、幸英明（栗東）がJRA史上7人目（現役騎手6人目）となる通算1万8000回騎乗を史上最速・最年少で達成[236]。
- 31日 - 騎手の中西達也（高知）が引退。翌8月1日付で調教師に転身[237]。また同じく騎手の小山信行と調教師の山内和明（いずれも愛知）も引退[238]。

### 8月
- 2日 - フィエロ（JRA）が競走馬登録を抹消。今後は種牡馬に[239]。
- 3日 - オースミムーン（JRA）が競走馬登録を抹消。今後は乗馬に[240]。
- 10日 - ヴァンキッシュラン[241]とアドマイヤデウス[242]（ともにJRA）が競走馬登録を抹消。今後は前者が種牡馬に、後者が豪州へ移籍。
- 11日 - 大井競馬第10競走（黒潮盃）で的場文男が勝利し、自身が保持する地方競馬最高齢重賞競走勝利記録を60歳11か月4日に更新[243]。さらに的場は23日に行われた川崎競馬第11競走（スパーキングサマーカップ）でも勝利し、記録を60歳11か月16日に更新した[244]。→7月26日の出来事参照
- 12日 - 札幌競馬第7競走で、勝浦正樹（美浦）がJRA史上19人目（現役騎手14人目）となる通算1万3000回騎乗を達成[245]。
- 19日 - 新潟競馬第7競走で、ダンスインザダーク産駒がJRA史上13頭目となる通算1100勝を達成[246]。
- 24日 - 千葉県競馬組合は、所属騎手の塚本弘隆が9月1日付で金沢競馬へ移籍すると発表[247]。
- 26日 - バクシンテイオー（JRA）が競走馬登録を抹消。今後は乗馬に[248]。
- 28日 - JRAは、大阪府泉佐野市のりんくうタウン駅近くのビルに「ライトウインズりんくうタウン」を2018年秋（詳細時期は後日改めて発表）に設置すると発表[249]。
- 30日 - グレープブランデー（JRA）が競走馬登録を抹消。今後は乗馬に[250]。
- 31日 
  - 騎手の見澤譲治（浦和）が引退。6月22日の船橋競馬第6競走が最後の騎乗となった[251]（その後9月4日に埼玉県浦和競馬組合から正式発表[252]）。
  - スマートオリオン（JRA）が競走馬登録を抹消。今後はマカオへ移籍[253]。
  - f-keiba木更津は入居している施設の配水管が破裂するなどのトラブルにより大井競馬全競走の場外発売を中止[254][255]。翌9月1日に千葉県競馬組合は9月5日まで勝馬投票券の発売を中止すると発表（払戻業務は通常通り実施）[256]。さらに9月5日には勝馬投票券の発売再開は10月1日であると発表した[257]。

### 9月
- 3日 - 小倉競馬第5競走で、マンハッタンカフェ産駒がJRA史上18頭目となる通算1000勝を達成[258]。
- 6日 
  - ヒラボクディープ（JRA）が競走馬登録を抹消。今後は種牡馬に[259]。
  - 門別競馬は濃霧の影響により第4競走以降を取りやめ。勝馬投票券も返還となった[260]。
- 12日 - この日行われた大井競馬のトリプル馬単で、地方競馬史上最高配当となる50円当たり9281万8325円を記録（的中1名・5口）[261]。
- 16日 
  - 台風18号接近により競馬開催への影響が見込まれるとして、翌9月17日施行のローズステークスの前日発売[262]及び同日施行の中山・阪神全競走、WIN5、さらに9月18日施行のセントライト記念の土曜日夜間発売を中止[263]。
  - 阪神競馬第8競走（阪神ジャンプステークス）で、高田潤（栗東）が同一重賞競走の実施機会連続連対記録を8年に更新[264]。
  - アドマイヤミヤビ（JRA）が屈腱炎を発症した影響により競走馬登録を抹消。今後は繁殖入り[265]。
- 17日 - 高知競馬は台風18号の影響により第3競走以降を中止。代替開催も実施しない[266]。またJRAでも阪神競馬の全競走及びWIN5の日曜日夜間発売を中止した[267]。
- 18日
  - 阪神競馬第6競走（2歳新馬戦＝メイクデビュー阪神）で、ハギノグランデ（JRA）が馬体重608kgで出走（10頭立て7着）し、2歳出走馬におけるJRA最高馬体重記録を約6年ぶりに更新[268]。
  - テレトラック十和田（青森県十和田市）は施設が停電したことにより盛岡競馬の第4競走以降の場外発売を中止[269]。
- 20日
  - トゥインクル（JRA）が競走馬登録を抹消。今後は名古屋競馬へ移籍[270]。
  - 9月18日の阪神競馬第11競走（仲秋ステークス）の最後の直線走路で外側に斜行して他馬の進路を妨害したとして実効9日間（開催日4日間）の騎乗停止処分を受けた中谷雄太（栗東）がこの処分を不服として競馬施行規程第154条第2項に基づき異議申し立てを行い、JRAはこれを受理した[271][272]。そして翌21日に行われた裁定委員会において中谷の申し立てを全面却下する決定を下し、中谷の騎乗停止処分が確定した[273]。またレース自体も確定済みのため着順変更等もない[272]。
- 22日 - 調教師の栗田知治（大井）が勇退[274]。
- 23日 - アンビシャス（JRA）が競走馬登録を抹消。今後は豪州へ移籍[275]。
- 25日 - 2015年9月にJRA騎手を引退した藤田伸二が騎手復帰を目指して9月15日に門別競馬場で行われた地方競馬の第2回騎手・調教師免許一次試験（筆記試験）を受験。しかしこの日、不合格と発表された[276][277]。
- 27日 - ベルラップ（JRA）が競走馬登録を抹消。今後は乗馬に[278]。
- 30日 - 調教師の秋山重美（川崎）が引退[279]。

### 10月
- 4日 - タイニーダンサー（JRA）が競走馬登録を抹消。今後は繁殖入り[280]。
- 5日 - 調教師の藤岡健一（栗東）は、管理馬のビッグアーサーが引退し種牡馬入りすることを発表。10月1日の第51回スプリンターズステークス（GI、6着）が最後のレースとなった[281]。翌6日付で競走馬登録を抹消[282]。
- 7日
  - 東京競馬第4競走（障害戦）で、五十嵐雄祐（美浦）がJRA史上12人目（現役騎手7人目）となる障害競走通算1000回騎乗を達成[283]。
  - 東京競馬第8競走で藤田菜七子（美浦）が勝利し年間10勝目を記録。JRA所属の女性騎手が年間10勝を達成したのは1997年の牧原（現姓・増沢）由貴子（11勝）以来20年ぶり[284]。藤田は10月14日の新潟競馬第3競走で勝利し、牧原が持つ女性騎手年間最多勝記録に並んだ[285]。
- 9日 - 東京競馬第9競走（山中湖特別）で、キングカメハメハ産駒がJRA史上4頭目の通算1600勝を達成[286]。
- 14日 
  - 調教師の西村真幸（栗東）は、この日の京都競馬で第2競走で出走した競走馬（牝2歳）と第12競走に出走を予定していた競走馬（牝4歳）を取り違え、誤って第12競走の競走馬に抗生物質を注射したことが判明し、当該馬は出走取消となり、西村は過怠金3万円の処分を受けた[287]。
  - オイドン（ばんえい）がこの日の帯広競馬第10競走をもって引退。今後は種牡馬に[288]。
- 18日 
  - ジェベルムーサ（JRA）が競走馬登録を抹消。今後は乗馬に[289]。
  - 浦和競馬第7競走の第3コーナーで、1頭が外側に斜行したため3頭が落馬、また1頭がその影響により競走中止となる事故が発生。落馬した1頭が予後不良となり、3頭に騎乗していた山崎真、加藤和博（いずれも浦和）、藤江渉（川崎）が病院に搬送され以後の騎乗が騎手変更となった。加害馬騎乗の上田健人（大井）は実効4日間の騎乗停止処分[290]。その後山崎と加藤は骨折していたことを埼玉県浦和競馬組合が10月20日に発表した[291]。
- 20日 - 調教師の清水久詞（栗東）は、管理馬のキタサンブラック（JRA）が12月24日の第62回有馬記念の出走を最後に引退し、種牡馬入りすることを発表[292]（その後2018年1月8日付で競走馬登録を抹消[293]）。
- 21日 - 新潟競馬第11競走（飛翼特別）で藤田菜七子が勝利し年間12勝目を記録。女性騎手年間最多勝記録を更新すると同時に女性騎手史上初となるメインレース制覇も成し遂げた[294]。
- 22日 
  - 東京競馬第6競走で、松岡正海（美浦）がJRA史上32人目（現役騎手20人目）となる通算1万回騎乗を達成[295]。
  - 高知競馬は台風21号の影響により開催を中止。翌23日に順延となった[296]。
- 23日 
  - 盛岡競馬は台風21号の影響により開催を中止。代替開催は実施しない[297]。
  - 神奈川県川崎競馬組合は、組合が管理する小向トレーニングセンターの練習馬場が台風21号の影響により冠水したとして、当面の間川崎競馬場の本馬場で調教等を実施すると発表[298]。その後11月6日から外コースでの調教を再開し、内コースでの調教も11月13日から再開する見込みとなった[299]。
- 26日 - ラニ（JRA）が競走馬登録を抹消。今後は種牡馬に[300]。
- 27日 - ロゴタイプ（JRA）が競走馬登録を抹消。今後は種牡馬に[301]。

### 11月
- 2日 - ドリームセーリング（JRA）が競走馬登録を抹消。今後は乗馬に[302]。
- 7日 - 牝馬で唯一南関東三冠（羽田盃・東京ダービー・東京王冠賞）を制したロジータ（現役時代川崎所属）が昨年12月に繋養先の北海道新冠町内の牧場の馬房の中で立てなくなりそのまま逝去したことが神奈川県川崎競馬組合から発表された[303]。
- 8日 - ホワイトフーガ（JRA）が競走馬登録を抹消。今後は繁殖入り[304]。
- 9日 - 調教師の北川數男（かずお）と桑原義光（いずれも北海道）がこの日の門別競馬2017年度開催最終日をもって勇退[305]。
- 11日 - 東京競馬第10競走（三鷹特別）で、田中勝春（美浦）がJRA史上及び現役騎手4人目となる通算1万9000回騎乗を達成[306]。
- 16日 - タッチングスピーチ[307]とウキヨノカゼ[308]（いずれもJRA）が競走馬登録を抹消。今後は両馬共に繁殖入り。
- 18日 
  - ロワジャルダン（JRA）が競走馬登録を抹消。今後は大井競馬へ移籍[309]。
  - Aiba浦河（J-PLACE浦河）は施設が停電したことにより中央3場（東京・京都・福島）及び水沢競馬の場外発売・払戻業務を中止[310][311]。
- 19日
  - 福島競馬第5競走（障害戦）で、植野貴也（栗東）がJRA史上13人目（現役騎手8人目）となる障害競走通算1000回騎乗を達成[312]。
  - 京都競馬第5競走で、ディープインパクト産駒がJRA史上最速で通算1500勝を達成[313]。→2月4日及び6月25日の出来事参照
- 21日 - ディーマジェスティ（JRA）が競走馬登録を抹消。今後は種牡馬に[314]。
- 24日 - ヒストリカル（JRA）が競走馬登録を抹消。今後は種牡馬に[315]。
- 29日 - マイネルホウオウ（JRA）が競走馬登録を抹消。今後は乗馬に[316]。
- 30日 
  - 大河原和雄（ばんえい）、秋田大助、佐々木国明、沼澤英知（いずれも北海道）の騎手4名が引退。翌12月1日付で調教師に転身[317]。
  - 神奈川県川崎競馬組合は、12月13日から豪州で川崎競馬の映像配信・馬券発売を実施すると発表。日本国外で地方競馬の映像配信・馬券発売を行うのは昨年12月の大井競馬に続き2場目となる[318]。

### 12月
- 1日 
  - ワンアンドオンリー（JRA）が競走馬登録を抹消。今後は種牡馬に[319]。
  - 大井競馬第11競走で、ライアン・クアトロ（フランス出身、マカオ拠点）がアラン・ムンロと並び地方競馬短期騎手免許期間中の年間勝利数タイとなる29勝目を記録[320]。
- 3日 - 中京競馬第7競走（16頭立て）で、1着から15番人気→6番人気→14番人気の順で入線し、単勝式が4万5010円、複勝式が1万1030円、ワイドが12万9000円、三連勝単式が2294万6150円といずれも中京競馬史上最高配当を更新。さらにワイドの配当はJRAレコードとなる大波乱となった[321]。
- 5日 - 金沢競馬第11競走は悪天候の影響により競走を取りやめ[322]。
- 7日 - JRAは平成30年度の新規調教師試験の合格者を発表。元騎手の上村洋行、加藤士津八ら5人が合格した[323]。
- 9日 - 中山競馬第7競走（16頭立て）で、1着に最低16番人気、2着に12番人気が入線し、当該馬同士による馬番連勝複式が44万6550円、馬番連勝単式が96万2580円、ワイドが12万4860円といずれも中山競馬史上最高配当を更新。また三連勝単式の配当も同競馬歴代2位となる2180万2320円を記録した[324]。
- 11日 - この日行われたJRAの関西定例会見で、騎手の武豊（栗東）が日本人で初めてロンジンIFHA国際功労賞を受賞したことを発表[325]。
- 13日 - サトノラーゼン（JRA）が競走馬登録を抹消。今後は豪州へ移籍[326]。
- 15日 - 調教師の佐藤健二（川崎）がこの日で終了した川崎競馬第10回開催をもって引退[327]。
- 16日 - コーリンベリー（JRA）が競走馬登録を抹消。今後は大井競馬へ移籍[328]。
- 18日 - 12月19日に開催を予定していた県営第17回金沢競馬第1日は積雪の影響により開催を取りやめ21日に順延し、それに伴い21日に予定していた第2日を22日に開催すると発表[329]。
- 20日 - ラストインパクト[330]とロサギガンティア[331]、レコンダイト[332]（3頭共にJRA）が競走馬登録を抹消。今後は3頭共に乗馬に。
- 21日 - 騎手の松浦政宏（兵庫）がこの日の園田競馬第11競走での騎乗（11頭立て4着）を最後に引退[333][334]。
- 22日 - ウインフルブルーム（JRA）が競走馬登録を抹消。今後は乗馬に[335]。
- 23日
  - 佐賀競馬第9競走は、直前の第8競走で発生した馬体故障馬の収容に時間を要したとして取りやめ[336]。
  - 中山競馬第10競走中山大障害（J・GI）で、1着がオジュウチョウサン、2着がアップトゥデイト、3着がルペールノエルとなった。この着順は前年の同レースと全く同じで、2年連続で同じ馬・同じ着順で決着したのはグレード制導入後のJRAのGIでは史上初の珍事となった。
- 26日 - イスラボニータ（JRA）が競走馬登録を抹消。今後は種牡馬に[337]。
- 27日 - 金沢競馬は悪天候の影響により第3競走以降を取りやめ。代替開催は実施しない[338]。
- 28日 
  - 阪神競馬第2競走で、ハギノグランデ（JRA）が馬体重614kgで出走し、自ら持つ2歳馬における最高馬体重出走記録をさらに更新[339]。→9月17日の出来事参照
  - 高知競馬第6競走で、上田将司（高知）が地方競馬通算1万回騎乗を達成[340]。
- 29日 - この日大井競馬場で行われた第63回東京大賞典のレース自体の売得金額が42億7307万1200円、また大井競馬1日の総売得金額が70億4365万7260円[注釈 7]といずれも地方競馬レコードを更新[341][342]。
- 30日 
  - 大井競馬第10競走（東京シンデレラマイル）で的場文男が勝利し、自身が保持する重賞競走史上最高齢勝利記録を61歳3か月23日にさらに更新した[343]。
  - 兵庫県競馬組合は、所属騎手の山崎雅由が2018年1月4日付で高知競馬に移籍することを発表[344]。移籍後は那俄性哲也厩舎所属となる[345]。
- 31日 - 騎手の平野優[346]と横山義行[347]（いずれも美浦）が引退。平野は調教助手に転向。横山義はJRAファシリティーズへ入社[348]。また調教師の田中康弘（大井）もこの日をもって勇退[349]。

## 競走成績

### 中央競馬・平地GI
| 競走名                                 | 競走名                                 | 競走名                                 | 優勝馬             | 性齢 | 騎手                       | 調教師                     | 所属                     |
| 月日                                   | 競馬場                                 | コース・距離                           | 優勝馬             | 性齢 | 馬主                       | 馬主                       | タイム                   |
| -------------------------------------- | -------------------------------------- | -------------------------------------- | ------------------ | ---- | -------------------------- | -------------------------- | ------------------------ |
| 第34回フェブラリーステークス           | 第34回フェブラリーステークス           | 第34回フェブラリーステークス           | ゴールドドリーム   | 牡4  | ミルコ・デムーロ           | 平田修                     | JRA栗東                  |
| 2月19日                                | 東京競馬場                             | ダート1600m                            | ゴールドドリーム   | 牡4  | 吉田勝己                   | 吉田勝己                   | 1:35.1                   |
| 第47回高松宮記念                       | 第47回高松宮記念                       | 第47回高松宮記念                       | セイウンコウセイ   | 牡4  | 幸英明                     | 上原博之                   | JRA美浦                  |
| 3月26日                                | 中京競馬場                             | 芝1200m                                | セイウンコウセイ   | 牡4  | 西山茂行                   | 西山茂行                   | 1:08.7                   |
| 第61回大阪杯                           | 第61回大阪杯                           | 第61回大阪杯                           | キタサンブラック   | 牡5  | 武豊                       | 清水久詞                   | JRA栗東                  |
| 4月2日                                 | 阪神競馬場                             | 芝2000m                                | キタサンブラック   | 牡5  | （有）大野商事             | （有）大野商事             | 1:58.9                   |
| 第77回桜花賞                           | 第77回桜花賞                           | 第77回桜花賞                           | レーヌミノル       | 牝3  | 池添謙一                   | 本田優                     | JRA栗東                  |
| 4月9日                                 | 阪神競馬場                             | 芝1600m                                | レーヌミノル       | 牝3  | 吉岡實                     | 吉岡實                     | 1:34.5                   |
| 第77回皐月賞                           | 第77回皐月賞                           | 第77回皐月賞                           | アルアイン         | 牡3  | 松山弘平                   | 池江泰寿                   | JRA栗東                  |
| 4月16日                                | 中山競馬場                             | 芝2000m                                | アルアイン         | 牡3  | （有）サンデーレーシング   | （有）サンデーレーシング   | 1:57.8（レースレコード） |
| 第155回天皇賞・春                      | 第155回天皇賞・春                      | 第155回天皇賞・春                      | キタサンブラック   | 牡5  | 武豊                       | 清水久詞                   | JRA栗東                  |
| 4月30日                                | 京都競馬場                             | 芝3200m                                | キタサンブラック   | 牡5  | （有）大野商事             | （有）大野商事             | 3:12.5（JRAレコード）    |
| 第22回NHKマイルカップ                  | 第22回NHKマイルカップ                  | 第22回NHKマイルカップ                  | アエロリット       | 牝3  | 横山典弘                   | 菊沢隆徳                   | JRA美浦                  |
| 5月7日                                 | 東京競馬場                             | 芝1600m                                | アエロリット       | 牝3  | （有）サンデーレーシング   | （有）サンデーレーシング   | 1:32.3                   |
| 第12回ヴィクトリアマイル               | 第12回ヴィクトリアマイル               | 第12回ヴィクトリアマイル               | アドマイヤリード   | 牝4  | クリストフ・ルメール       | 須貝尚介                   | JRA栗東                  |
| 5月14日                                | 東京競馬場                             | 芝1600m                                | アドマイヤリード   | 牝4  | 近藤利一                   | 近藤利一                   | 1:33.9                   |
| 第78回優駿牝馬（オークス）             | 第78回優駿牝馬（オークス）             | 第78回優駿牝馬（オークス）             | ソウルスターリング | 牝3  | クリストフ・ルメール       | 藤沢和雄                   | JRA美浦                  |
| 5月21日                                | 東京競馬場                             | 芝2400m                                | ソウルスターリング | 牝3  | （有）社台レースホース     | （有）社台レースホース     | 2:24.1                   |
| 第84回東京優駿（日本ダービー）         | 第84回東京優駿（日本ダービー）         | 第84回東京優駿（日本ダービー）         | レイデオロ         | 牡3  | クリストフ・ルメール       | 藤沢和雄                   | JRA美浦                  |
| 5月28日                                | 東京競馬場                             | 芝2400m                                | レイデオロ         | 牡3  | （有）キャロットファーム   | （有）キャロットファーム   | 2:26.9                   |
| 第67回安田記念                         | 第67回安田記念                         | 第67回安田記念                         | サトノアラジン     | 牡6  | 川田将雅                   | 池江泰寿                   | JRA栗東                  |
| 6月4日                                 | 東京競馬場                             | 芝1600m                                | サトノアラジン     | 牡6  | 里見治                     | 里見治                     | 1:31.5                   |
| 第58回宝塚記念                         | 第58回宝塚記念                         | 第58回宝塚記念                         | サトノクラウン     | 牡5  | ミルコ・デムーロ           | 堀宣行                     | JRA美浦                  |
| 6月25日                                | 阪神競馬場                             | 芝2200m                                | サトノクラウン     | 牡5  | 里見治                     | 里見治                     | 2:11.4                   |
| 第51回スプリンターズステークス         | 第51回スプリンターズステークス         | 第51回スプリンターズステークス         | レッドファルクス   | 牡6  | ミルコ・デムーロ           | 尾関知人                   | JRA美浦                  |
| 10月1日                                | 中山競馬場                             | 芝1200m                                | レッドファルクス   | 牡6  | （株）東京ホースレーシング | （株）東京ホースレーシング | 1:07.6                   |
| 第22回秋華賞                           | 第22回秋華賞                           | 第22回秋華賞                           | ディアドラ         | 牝3  | クリストフ・ルメール       | 橋田満                     | JRA栗東                  |
| 10月15日                               | 京都競馬場                             | 芝2000m                                | ディアドラ         | 牝3  | 森田藤治                   | 森田藤治                   | 2:00.2                   |
| 第78回菊花賞                           | 第78回菊花賞                           | 第78回菊花賞                           | キセキ             | 牡3  | ミルコ・デムーロ           | 角居勝彦                   | JRA栗東                  |
| 10月22日                               | 京都競馬場                             | 芝3000m                                | キセキ             | 牡3  | 石川達絵                   | 石川達絵                   | 3:18.9                   |
| 第156回天皇賞・秋                      | 第156回天皇賞・秋                      | 第156回天皇賞・秋                      | キタサンブラック   | 牡5  | 武豊                       | 清水久詞                   | JRA栗東                  |
| 10月29日                               | 東京競馬場                             | 芝2000m                                | キタサンブラック   | 牡5  | （有）大野商事             | （有）大野商事             | 2:08.3                   |
| 第42回エリザベス女王杯                 | 第42回エリザベス女王杯                 | 第42回エリザベス女王杯                 | モズカッチャン     | 牝3  | ミルコ・デムーロ           | 鮫島一歩                   | JRA栗東                  |
| 11月12日                               | 京都競馬場                             | 芝2200m                                | モズカッチャン     | 牝3  | （株）キャピタル・システム | （株）キャピタル・システム | 2:14.3                   |
| 第34回マイルチャンピオンシップ         | 第34回マイルチャンピオンシップ         | 第34回マイルチャンピオンシップ         | ペルシアンナイト   | 牡3  | ミルコ・デムーロ           | 池江泰寿                   | JRA栗東                  |
| 11月19日                               | 京都競馬場                             | 芝1600m                                | ペルシアンナイト   | 牡3  | （株）G1レーシング         | （株）G1レーシング         | 1:33.8                   |
| 第37回ジャパンカップ                   | 第37回ジャパンカップ                   | 第37回ジャパンカップ                   | シュヴァルグラン   | 牡5  | ヒュー・ボウマン           | 友道康夫                   | JRA栗東                  |
| 11月26日                               | 東京競馬場                             | 芝2400m                                | シュヴァルグラン   | 牡5  | 佐々木主浩                 | 佐々木主浩                 | 2:23.7                   |
| 第18回チャンピオンズカップ             | 第18回チャンピオンズカップ             | 第18回チャンピオンズカップ             | ゴールドドリーム   | 牡4  | ライアン・ムーア           | 平田修                     | JRA栗東                  |
| 12月3日                                | 中京競馬場                             | ダート1800m                            | ゴールドドリーム   | 牡4  | 吉田勝己                   | 吉田勝己                   | 1:50.1                   |
| 第69回阪神ジュベナイルフィリーズ       | 第69回阪神ジュベナイルフィリーズ       | 第69回阪神ジュベナイルフィリーズ       | ラッキーライラック | 牝2  | 石橋脩                     | 松永幹夫                   | JRA栗東                  |
| 12月10日                               | 阪神競馬場                             | 芝1600m                                | ラッキーライラック | 牝2  | （有）サンデーレーシング   | （有）サンデーレーシング   | 1:34.3                   |
| 第69回朝日杯フューチュリティステークス | 第69回朝日杯フューチュリティステークス | 第69回朝日杯フューチュリティステークス | ダノンプレミアム   | 牡2  | 川田将雅                   | 中内田充正                 | JRA栗東                  |
| 12月17日                               | 阪神競馬場                             | 芝1600m                                | ダノンプレミアム   | 牡2  | （株）ダノックス           | （株）ダノックス           | 1:33.3（レースレコード） |
| 第62回有馬記念                         | 第62回有馬記念                         | 第62回有馬記念                         | キタサンブラック   | 牡5  | 武豊                       | 清水久詞                   | JRA栗東                  |
| 12月24日                               | 中山競馬場                             | 芝2500m                                | キタサンブラック   | 牡5  | （有）大野商事             | （有）大野商事             | 2:33.6                   |
| 第34回ホープフルステークス             | 第34回ホープフルステークス             | 第34回ホープフルステークス             | タイムフライヤー   | 牡2  | クリスチャン・デムーロ     | 松田国英                   | JRA栗東                  |
| 12月28日                               | 中山競馬場                             | 芝2000m                                | タイムフライヤー   | 牡2  | （有）サンデーレーシング   | （有）サンデーレーシング   | 2:01.4                   |

### 中央競馬・障害（J・GI）
| 競走名                     | 競走名                     | 競走名                     | 優勝馬             | 性齢 | 騎手             | 調教師           | 所属                     |
| 月日                       | 競馬場                     | コース・距離               | 優勝馬             | 性齢 | 馬主             | 馬主             | タイム                   |
| -------------------------- | -------------------------- | -------------------------- | ------------------ | ---- | ---------------- | ---------------- | ------------------------ |
| 第19回中山グランドジャンプ | 第19回中山グランドジャンプ | 第19回中山グランドジャンプ | オジュウチョウサン | 牡6  | 石神深一         | 和田正一郎       | JRA美浦                  |
| 4月15日                    | 中山競馬場                 | 障害芝4250m                | オジュウチョウサン | 牡6  | （株）チョウサン | （株）チョウサン | 4:50.8                   |
| 第140回中山大障害          | 第140回中山大障害          | 第140回中山大障害          | オジュウチョウサン | 牡6  | 石神深一         | 和田正一郎       | JRA美浦                  |
| 12月23日                   | 中山競馬場                 | 障害芝4100m                | オジュウチョウサン | 牡6  | （株）チョウサン | （株）チョウサン | 4:36.1（コースレコード） |

### 地方競馬・ダートグレード競走（GI・JpnI）
| 競走名                               | 競走名                               | 競走名                               | 優勝馬             | 性齢  | 騎手                   | 調教師                 | 所属    |
| 月日                                 | 競馬場                               | 距離                                 | 優勝馬             | 性齢  | 馬主                   | 馬主                   | タイム  |
| ------------------------------------ | ------------------------------------ | ------------------------------------ | ------------------ | ----- | ---------------------- | ---------------------- | ------- |
| 第66回川崎記念                       | 第66回川崎記念                       | 第66回川崎記念                       | オールブラッシュ   | 牡5   | クリストフ・ルメール   | 村山明                 | JRA栗東 |
| 2月1日                               | 川崎競馬場                           | 2100m                                | オールブラッシュ   | 牡5   | （有）社台レースホース | （有）社台レースホース | 2:14.6  |
| 第29回かしわ記念                     | 第29回かしわ記念                     | 第29回かしわ記念                     | コパノリッキー     | 牡7   | 武豊                   | 村山明                 | JRA栗東 |
| 5月5日                               | 船橋競馬場                           | 1600m                                | コパノリッキー     | 牡7   | 小林祥晃               | 小林祥晃               | 1:39.9  |
| 第40回帝王賞                         | 第40回帝王賞                         | 第40回帝王賞                         | ケイティブレイブ   | 牡4   | 福永祐一               | 目野哲也               | JRA栗東 |
| 6月28日                              | 大井競馬場                           | 2000m                                | ケイティブレイブ   | 牡4   | 瀧本和義               | 瀧本和義               | 2:04.4  |
| 第19回ジャパンダートダービー         | 第19回ジャパンダートダービー         | 第19回ジャパンダートダービー         | ヒガシウィルウィン | 牡3   | 本田正重               | 佐藤賢二               | 船橋    |
| 7月12日                              | 大井競馬場                           | 2000m                                | ヒガシウィルウィン | 牡3   | （株）MMC              | （株）MMC              | 2:05.8  |
| 第30回マイルチャンピオンシップ南部杯 | 第30回マイルチャンピオンシップ南部杯 | 第30回マイルチャンピオンシップ南部杯 | コパノリッキー     | 牡7   | 田辺裕信               | 村山明                 | JRA栗東 |
| 10月9日                              | 盛岡競馬場                           | 1600m                                | コパノリッキー     | 牡7   | 小林祥晃               | 小林祥晃               | 1:34.9  |
| 第7回JBCレディスクラシック           | 第7回JBCレディスクラシック           | 第7回JBCレディスクラシック           | ララベル           | 牝5   | 真島大輔               | 荒山勝徳               | 大井    |
| 11月3日                              | 大井競馬場                           | 1800m                                | ララベル           | 牝5   | 吉田照哉               | 吉田照哉               | 1:54.2  |
| 第17回JBCスプリント                  | 第17回JBCスプリント                  | 第17回JBCスプリント                  | ニシケンモノノフ   | 牡6   | 横山典弘               | 庄野靖志               | JRA栗東 |
| 11月3日                              | 大井競馬場                           | 1200m                                | ニシケンモノノフ   | 牡6   | 西森鶴                 | 西森鶴                 | 1:14.4  |
| 第17回JBCクラシック                  | 第17回JBCクラシック                  | 第17回JBCクラシック                  | サウンドトゥルー   | せん7 | 大野拓弥               | 高木登                 | JRA美浦 |
| 11月3日                              | 大井競馬場                           | 2000m                                | サウンドトゥルー   | せん7 | 山田弘                 | 山田弘                 | 2:04.5  |
| 第68回全日本2歳優駿                  | 第68回全日本2歳優駿                  | 第68回全日本2歳優駿                  | ルヴァンスレーヴ   | 牡2   | ミルコ・デムーロ       | 萩原清                 | JRA美浦 |
| 12月13日                             | 川崎競馬場                           | 1600m                                | ルヴァンスレーヴ   | 牡2   | （株）G1レーシング     | （株）G1レーシング     | 1:41.6  |
| 第63回東京大賞典                     | 第63回東京大賞典                     | 第63回東京大賞典                     | コパノリッキー     | 牡7   | 田辺裕信               | 村山明                 | JRA栗東 |
| 12月29日                             | 大井競馬場                           | 2000m                                | コパノリッキー     | 牡7   | 小林祥晃               | 小林祥晃               | 2:04.2  |

### ばんえい競馬（BG1）
| 競走名                   | 競走名                   | 競走名                   | 優勝馬           | 性齢 | 騎手     | 調教師     | タイム ばんえい重量 |
| 月日                     | 競馬場                   | 距離                     | 優勝馬           | 性齢 | 馬主     | 馬主       | タイム ばんえい重量 |
| ------------------------ | ------------------------ | ------------------------ | ---------------- | ---- | -------- | ---------- | ------------------- |
| 第39回帯広記念           | 第39回帯広記念           | 第39回帯広記念           | オレノココロ     | 牡7  | 鈴木恵介 | 槻舘重人   | 2:39.2 920kg        |
| 1月2日                   | 帯広競馬場               | 200m                     | オレノココロ     | 牡7  | 大森勝廣 | 大森勝廣   | 2:39.2 920kg        |
| 第10回天馬賞             | 第10回天馬賞             | 第10回天馬賞             | センゴクエース   | 牡5  | 鈴木恵介 | 槻舘重人   | 1:52.4 760kg        |
| 1月3日                   | 帯広競馬場               | 200m                     | センゴクエース   | 牡5  | 千石貞子 | 千石貞子   | 1:52.4 760kg        |
| 第48回イレネー記念       | 第48回イレネー記念       | 第48回イレネー記念       | ホクショウムゲン | 牡3  | 鈴木恵介 | 服部義幸   | 1:54.2 690kg        |
| 3月5日                   | 帯広競馬場               | 200m                     | ホクショウムゲン | 牡3  | 井内昭夫 | 井内昭夫   | 1:54.2 690kg        |
| 第49回ばんえい記念       | 第49回ばんえい記念       | 第49回ばんえい記念       | オレノココロ     | 牡7  | 鈴木恵介 | 槻舘重人   | 4:07.6 1000kg       |
| 3月20日                  | 帯広競馬場               | 200m                     | オレノココロ     | 牡7  | 大森勝廣 | 大森勝廣   | 4:07.6 1000kg       |
| 第29回ばんえいグランプリ | 第29回ばんえいグランプリ | 第29回ばんえいグランプリ | ニュータカラコマ | 牡9  | 藤野俊一 | 尾ケ瀬富雄 | 1:49.7 810kg        |
| 8月13日                  | 帯広競馬場               | 200m                     | ニュータカラコマ | 牡9  | 小森唯永 | 小森唯永   | 1:49.7 810kg        |
| 第42回ばんえいオークス   | 第42回ばんえいオークス   | 第42回ばんえいオークス   | ナカゼンガキタ   | 牝3  | 西将太   | 西康幸     | 1:41.3 670kg        |
| 12月3日                  | 帯広競馬場               | 200m                     | ナカゼンガキタ   | 牝3  | 高田和廣 | 高田和廣   | 1:41.3 670kg        |
| 第46回ばんえいダービー   | 第46回ばんえいダービー   | 第46回ばんえいダービー   | メジロゴーリキ   | 牡3  | 長澤幸太 | 岡田定一   | 2:07.7 730kg        |
| 12月24日                 | 帯広競馬場               | 200m                     | メジロゴーリキ   | 牡3  | 広瀬豪   | 広瀬豪     | 2:07.7 730kg        |

### 騎手招待・交流競走
- 第31回全日本新人王争覇戦（1月24日、高知競馬場） 総合優勝：藤本現暉（大井）[394]
- 第15回佐々木竹見カップ ジョッキーズグランプリ（1月31日、川崎競馬場） 総合優勝：繁田健一（浦和）[395]
- レディスヴィクトリーラウンド（第1ラウンド：2016年11月7日・盛岡競馬場、第2ラウンド：2016年11月30日・名古屋競馬場、第3ラウンド：1月9日・佐賀競馬場、最終ラウンド：2月22日・高知競馬場） 総合優勝：別府真衣（高知）[396]
- スーパージョッキーズトライアル（SJT）2017
  - ワイルドカード（5月9日、金沢競馬場） 本戦出場権獲得：村上忍（岩手）、田中学（兵庫）[397]
  - 本戦（第1ステージ・6月5日：盛岡競馬場、第2ステージ・6月22日：園田競馬場） 総合優勝：中野省吾（船橋）[398]
- COMEHOME九州 里帰りジョッキーズカップ（7月9日、佐賀競馬場） 総合優勝：川原正一（兵庫）[399]
- ジャパンジョッキーズカップ2017（7月17日、盛岡競馬場）[400]
  - 団体戦優勝：TeamEAST（東日本地方競馬選抜、山本聡哉・桑村真明・矢野貴之・藤田弘治）
  - 優秀騎手賞：矢野貴之（TeamEAST）
- 2017ワールドオールスタージョッキーズ（8月26日・27日、札幌競馬場）
  - 個人戦優勝：ユーリコ・ダシルヴァ（外国騎手・地方騎手選抜）[401]
  - 団体戦優勝：JRA選抜（戸崎圭太・福永祐一・武豊・クリストフ・ルメール・田辺裕信・内田博幸・ミルコ・デムーロ）[401]
- 第29回ゴールデンジョッキーカップ（9月7日、園田競馬場） 総合優勝：田中学（兵庫）[402]
- 2017ヤングジョッキーズシリーズ 総合優勝：臼井健太郎（船橋）[403]

## 表彰

### 2017年JRA賞
※競走馬部門及び馬事文化賞は2018年1月9日、調教師・騎手部門及び厩舎関係者表彰は同年1月4日発表。
競走馬部門
- 年度代表馬・最優秀4歳以上牡馬：キタサンブラック（牡5歳、栗東・清水久詞厩舎）
- 最優秀2歳牡馬：ダノンプレミアム（牡2歳、栗東・中内田充正厩舎）
- 最優秀2歳牝馬：ラッキーライラック（牝2歳、栗東・松永幹夫厩舎）
- 最優秀3歳牡馬：レイデオロ（牡3歳、美浦・藤沢和雄厩舎）
- 最優秀3歳牝馬：ソウルスターリング（牝3歳、美浦・藤沢和雄厩舎）
- 最優秀4歳以上牝馬：ヴィブロス（牡4歳、栗東・友道康夫厩舎）
- 最優秀短距離馬：レッドファルクス（牡6歳、美浦・尾関知人厩舎）
- 最優秀ダートホース：ゴールドドリーム（牡4歳、栗東・平田修厩舎）
- 最優秀障害馬：オジュウチョウサン（牡6歳、美浦・和田正一郎厩舎）

調教師・騎手部門
- 最多勝利調教師・最多賞金獲得調教師：池江泰寿（栗東）
- 最高勝率調教師：中内田充正（栗東）
- 優秀技術調教師：堀宣行（美浦）
- MVJ・最多勝利騎手・最多賞金獲得騎手：クリストフ・ルメール（栗東）
- 最高勝率騎手：ミルコ・デムーロ（栗東）
- 最優秀障害騎手[注釈 10]・障害騎手特別賞：石神深一（美浦）
- 最多勝利新人騎手[注釈 11]・新人騎手特別賞・特別模範騎手賞・ベストフェアプレー賞：いずれも該当者なし

JRA賞馬事文化賞
- 受賞作：『世界で一番美しい馬の図鑑』（エクスナレッジ発行）
- 受賞者：タムシン・ピッケラル（著）、アストリッド・ハリソン（写真）、川岸史（翻訳）

### NARグランプリ2017
※2018年1月15日発表。
表彰馬部門
- 年度代表馬・3歳最優秀牡馬：ヒガシウィルウィン（牡3歳、船橋・佐藤賢二厩舎）
- 2歳最優秀牡馬：ハセノパイロ（牡2歳、船橋・佐藤賢二厩舎）
- 2歳最優秀牝馬：ストロングハート（牝2歳、北海道・角川秀樹厩舎）
- 3歳最優秀牝馬：ステップオブダンス（牝3歳、大井・藤田輝信厩舎）
- 4歳以上最優秀牡馬・最優秀短距離馬：ブルドッグボス（牡5歳、浦和・小久保智厩舎）
- 4歳以上最優秀牝馬：ララベル（牝5歳、大井・荒山勝徳厩舎）
- ばんえい最優秀馬：オレノココロ（牡7歳、槻舘重人厩舎）
- 最優秀ターフ馬：ダブルシャープ（牡2歳、北海道・米川昇厩舎）
- ダートグレード競走特別賞馬：コパノリッキー（牡7歳、JRA栗東・村山明厩舎）

表彰者部門
- 最優秀勝利回数調教師賞：角田輝也（愛知）
- 最優秀賞金収得調教師賞：小久保智（浦和）
- 最優秀勝率調教師賞：川西毅（愛知）
- 殊勲調教師賞：佐藤賢二（船橋）、荒山勝徳（大井）
- 最優秀勝利回数騎手賞：下原理（兵庫）
- 最優秀賞金収得騎手賞：森泰斗（船橋）
- 最優秀勝率騎手賞：山口勲（佐賀）
- 殊勲騎手賞：的場文男（大井）、臼井健太郎（船橋）
- 優秀新人騎手賞：鈴木祐（岩手）
- 優秀女性騎手賞：宮下瞳（愛知）
- ベストフェアプレイ賞：岡部誠（愛知）
- 特別賞：山野浩一（競馬評論家・作家、2017年7月逝去）

### その他、競馬関係者に対する表彰
- 2017年日本プロスポーツ大賞（2017年12月20日発表）[409]
  - 功労賞：クリストフ・ルメール（JRA栗東）、岡部誠（愛知）
  - 新人賞：荻野極（JRA栗東）、鈴木祐（岩手）

## 新規免許取得者
騎手・調教師のみ記載。ただし地方競馬及び日本国外からJRAへ移籍した者、引退・失効・免許返上後に再取得した者は除く。
地方競馬は年度単位（4月 - 翌年3月）となっているが、免許日を基準に記載する。
記載は氏名（所属地、免許日）の順。

### 騎手
- 木幡育也（JRA美浦、3月1日）[410]
- 武藤雅（JRA美浦、3月1日）[410]
- 横山武史（JRA美浦、3月1日）[410]
- 川又賢治（JRA栗東、3月1日）[410]
- 富田暁（JRA栗東、3月1日）[410]
- 赤津和希（浦和、4月1日）[411]
- 藤田凌（大井、4月1日）[411]
- 櫻井光輔（川崎、4月1日）[411]
- 渡邊竜也（笠松、4月1日）[411]
- 永井孝典（兵庫、4月1日）[411]
- 長谷部駿弥（兵庫、4月1日）[411]

### 調教師
- 田中博康（JRA美浦、3月1日）[412]
- 林徹 （JRA美浦、3月1日）[413]
- 和田勇介（JRA美浦、3月1日）[414]
- 高柳大輔（JRA栗東、3月1日）[415]
- 武幸四郎（JRA栗東、3月1日）[416]
- 武英智（JRA栗東、3月1日）[417]
- 安田翔伍（JRA栗東、3月1日）[418]
- 大宮和也（大井、4月1日）[411]
- 後藤佑耶（笠松、4月1日）[411]
- 高本友芳（兵庫、4月1日）[411]
- 田中一巧（兵庫、8月1日）[237]
- 中西達也（高知、8月1日）[237]
- 大河原和雄（ばんえい帯広、12月1日）[317]
- 秋田大助（北海道、12月1日）[317]
- 佐々木国明（北海道、12月1日）[317]
- 沼澤英知（北海道、12月1日）[317]
- 平山宏秀（佐賀、12月1日）[317]
- 山田徹（佐賀、12月1日）[317]

## 通算勝利数の記録
地方競馬は「地方通算」のものと「中央・地方通算」があるが、それぞれ出典に拠った。
同一人物が複数の記録を達成した場合は原則として最後に記録したものを記載するが、地方競馬から中央競馬へ移籍した騎手、また中央所属で平地競走と障害競走でそれぞれ記載可能な記録が発生した場合はこの限りでない。
記載は、氏名（達成地、達成日）の順。

### 騎手
初勝利
川又賢治（JRA阪神、3月11日）
櫻井光輔（川崎、4月4日）
木幡育也（JRA福島、4月15日）
横山武史（JRA福島、4月16日）
藤田凌（大井、4月18日）
富田暁（JRA京都、4月22日）
武藤雅（JRA福島、4月23日）
渡邊竜也（笠松、4月26日）
永井孝典（園田、4月27日）
長谷部駿弥（園田、6月23日）
石川倭（JRA札幌、8月20日） ※北海道所属。JRA初勝利
ケリン・マカヴォイ（JRA札幌、8月27日） ※JRA初勝利
ユーリコ・ダシルヴァ（JRA札幌、8月27日） ※JRA初勝利
ライアン・クアトロ（大井、9月11日） ※地方競馬初勝利
赤津和希（浦和、11月22日）
100勝
植野貴也（JRA中京、1月16日） ※障害競走通算
下村瑠衣（高知、1月29日）
石川裕紀人（JRA東京、2月12日）
高田潤（JRA京都、2月19日） ※障害競走通算
五十嵐雄祐（JRA福島、4月22日） ※障害競走通算
横山和生（JRA福島、4月23日）
高橋利幸（船橋、6月20日）
加藤聡一（笠松、9月1日）
白浜雄造（JRA小倉、9月2日） ※障害競走通算
栗原大河（金沢、9月24日）
小林凌（盛岡、10月15日）
クリスチャン・デムーロ（JRA京都、10月28日）
ライアン・ムーア（JRA東京、11月25日）
岩崎翼（JRA中京、12月3日）
鮫島克駿（JRA阪神、12月28日）
200勝
木之前葵（名古屋、1月2日）
国分恭介（JRA中京、1月29日）
友森翔太郎（名古屋、5月2日）
張田昂（船橋、8月7日）
田野豊三（門別、8月8日）
鈴木太一（金沢、9月17日）
高倉稜（JRA阪神、12月9日）
松若風馬（JRA阪神、12月24日）
300勝
杉浦健太（園田、1月9日）
島崎和也（笠松、2月20日）
加藤誓二（名古屋、2月28日）
武士沢友治（JRA福島、7月15日）
石川倭（門別、10月11日） ※地方・中央通算
松本剛志（笠松、10月11日）
瀧川寿希也（大井、12月27日）
400勝
古川吉洋（JRA京都、1月5日）
渡瀬和幸（園田、1月31日）
笹川翼（大井、5月10日）
中野省吾（浦和、5月30日）
柴田大知（JRA福島、7月1日）
田知弘久（金沢、7月2日）
本田正重（船橋、7月23日）
大野拓弥（JRA新潟、8月26日）
阿部龍（門別、8月31日）
500勝
柴山雄一（JRA東京、1月28日）
北村友一（JRA小倉、2月12日）
石橋脩（JRA中山、3月11日）
山田祥雄（名古屋、4月18日）
600勝
葛山晃平（金沢、6月25日）
青柳正義（金沢、7月2日）
三浦皇成（JRA中山、9月16日）
700勝
吉田隼人（JRA小倉、2月12日）
堀場裕充（金沢、4月23日）
板野央（園田、4月28日）
柏木健宏（浦和、5月29日）
ミルコ・デムーロ（JRA小倉、7月29日）
岩橋勇二（門別、10月5日）
宮下瞳（名古屋、10月24日）
田辺裕信（JRA東京、10月29日）
クリストフ・ルメール（JRA東京、11月4日）
藤原幹生（笠松、12月4日）
800勝
筒井勇介（笠松、2月23日）
戸崎圭太（JRA東京、10月15日）
吉井友彦（笠松、11月22日）
900勝
秋山真一郎（JRA阪神、3月26日）
桑村真明（門別、8月24日）
今井貴大（名古屋、12月13日）
1000勝
阿部武臣（ばんえい帯広、7月1日）
高松亮（水沢、9月4日）
齋藤雄一（盛岡、10月1日）
山本政聡（盛岡、10月28日）
藤田弘治（金沢、11月26日）
1100勝
和田竜二（JRA中京、7月9日）
川田将雅（JRA小倉、9月2日）
内田博幸（JRA東京、11月11日）
1200勝
北村宏司（JRA中京、1月22日）
繁田健一（大井、3月21日）
吉村智洋（園田、6月8日）
吉田豊（JRA東京、10月14日）
1300勝
佐藤友則（名古屋、10月5日）
1400勝
岩田康誠（JRA東京、5月27日）
米倉知（金沢、10月15日）
1500勝
見澤譲治（浦和、1月19日）
坂下秀樹（門別、8月30日）
大畑雅章（笠松、10月11日）
永森大智（高知、11月11日）
1600勝
服部茂史（門別、11月7日）
1800勝
酒井忍（船橋、6月22日）
2000勝
吉原寛人（浦和、2月21日）
森泰斗（船橋、3月17日）
松田道明（ばんえい帯広、3月20日）
福永祐一（JRA中京、7月15日）
関本淳（盛岡、7月23日）
五十嵐冬樹（門別、8月1日）
御神本訓史（大井、11月13日）
2200勝
下原理（園田、5月19日）
丸野勝虎（名古屋、5月25日）
2400勝
今野忠成（川崎、11月7日）
2600勝
東川公則（笠松、8月4日）
戸部尚実（名古屋、8月10日）
3000勝
藤野俊一（ばんえい帯広、12月25日）
3300勝
向山牧（笠松、7月14日）
岡部誠（浦和、8月17日）
3500勝
木村健（園田、3月7日）
田中学（園田、10月20日）
3900勝
武豊（JRA阪神、6月24日）
4000勝
山口勲（佐賀、4月22日）
藤本匠（ばんえい帯広、8月26日）
5200勝
川原正一（園田、8月3日）
7000勝
的場文男（川崎、5月17日）

### 調教師
初勝利
福田真広（大井、4月18日）
青木孝文（JRA札幌、7月30日）
後藤佑耶（笠松、8月2日）
中西達也（高知、9月18日） ※初出走・初勝利。また重賞競走勝利の快挙
高野毅（大井、10月2日）
100勝
諏訪貴正（園田、2月3日）
高柳瑞樹（JRA東京、2月5日）
吉村圭司（JRA京都、2月18日）
田島俊明（JRA中山、4月2日）
和田正一郎（JRA中山、4月15日） ※J・G1競走（中山グランドジャンプ）で達成
牧浦充徳（JRA新潟、5月20日）
宇野木博徳（浦和、5月30日）
稲益貴弘（船橋、9月5日）
水野貴史（川崎、9月7日）
中内田充正（JRA京都、10月15日） ※JRA史上最速で達成
川島洋人（門別、10月19日）
箕輪武（船橋、10月27日）
牧田和弥（JRA京都、11月19日）
工藤伸輔（浦和、11月22日）
納谷和玖（大井、12月1日）
栗田徹（JRA中山、12月23日）
200勝
荒川義之（JRA阪神、3月26日）
牧光二（JRA中山、4月2日）
尾関知人（JRA東京、5月13日）
森下淳平（大井、6月5日）
佐宗応和（大井、7月10日）
村山明（JRA函館、7月23日）
野中賢二（JRA札幌、7月29日）
小崎憲（JRA小倉、8月5日）
大橋勇樹（JRA小倉、8月27日）
平山真希（浦和、9月20日）
300勝
岡田稲男（JRA中京、3月25日）
勢司和浩（JRA中山、3月26日）
藤田輝信（大井、6月9日）
鈴木伸尋（JRA東京、6月25日）
渡部則夫（大井、7月27日）
竹之下昭憲（名古屋、11月30日）
400勝
宇野木数徳（川崎、2月27日）
田島寿一（川崎、3月1日）
新井清重（船橋、3月17日）
新子雅司（園田、5月19日）
上原博之（JRA東京、6月17日）
戸田博文（JRA東京、6月18日）
高橋裕（JRA函館、7月8日）
藤岡健一（JRA京都、10月14日）
大久保龍志（JRA京都、10月21日）
川島正一（船橋、12月5日）
500勝
後藤正義（笠松、2月10日）
吉行龍穂（園田、3月15日）
古賀史生（JRA中山、3月19日）
西園正都（JRA阪神、6月18日）
岡田一男（浦和、7月20日）
今津博之（名古屋、7月20日）
矢作芳人（JRA札幌、8月5日）
佐々木晶三（JRA阪神、9月16日）
600勝
藤原英昭（JRA小倉、7月30日）
松代眞（船橋、9月1日）
700勝
音無秀孝（JRA京都、1月7日）
高月賢一（川崎、7月5日）
坂口義幸（名古屋、8月9日）
中村均（JRA新潟、10月21日）
内村寬司（笠松、11月24日）
800勝
栗田裕光（大井、2月13日）
野口孝（浦和、4月24日）
田中敏和（名古屋、5月23日）
田中淳司（門別、7月13日）
900勝
原口次夫（名古屋、5月25日）
1000勝
松井浩文（ばんえい帯広、5月1日）
岡林光浩（船橋、6月23日）
岩本利春（ばんえい帯広、7月8日）
小久保智（浦和、8月18日）
松野勝己（金沢、8月29日）
村上慎一（ばんえい帯広、9月24日）
1100勝
塚田隆男（名古屋、3月28日）
今津勝之（名古屋、5月4日）
角川秀樹（門別、8月23日）
1200勝
田中正二（門別、8月23日）
1300勝
川西毅（名古屋、2月17日）
1400勝
桑原義光（門別、11月1日）
柴田髙志（笠松、12月29日）
1600勝
瀬戸口悟（名古屋、9月5日）
2100勝
錦見勇夫（笠松、4月27日）
川嶋弘吉（笠松、10月12日）
3000勝
雑賀正光（高知、4月26日）
角田輝也（名古屋、9月7日）

## 誕生
この年に生まれた競走馬は2020年のクラシック世代となる。

### 競走馬
- 1月7日 - ゼノヴァース[621]
- 1月19日 - ヴェラアズール[622]
- 1月21日 - テイエムサウスダン[623]
- 1月23日 - サリオス[624]
- 1月27日 - アドマイヤビルゴ[625]
- 1月28日 - レイパパレ[626]、フルデプスリーダー[627]
- 1月29日 - サトノインプレッサ[628]
- 1月31日 - ルフトシュトローム[629]、ロータスランド[630]
- 2月2日 - ラウダシオン[631]、アイアンバローズ[632]
- 2月4日 - サトノゴールド[633]、モズナガレボシ[634]、ポタジェ[635]
- 2月6日 - ショウナンナデシコ[636]
- 2月7日 - マルターズディオサ[637]
- 2月8日 - ウーマンズハート[638]、ヴェルトライゼンデ[639]
- 2月9日 - マイラプソディ[640]
- 2月12日 - オーソリティ[641]
- 2月13日 - サンクテュエール[642]、ライトウォーリア[643]
- 2月14日 - ヴァケーション[644]
- 2月16日 - ブラックホール[645]、イズジョーノキセキ[646]
- 2月18日 - ディープボンド[647]、デゼル[648]
- 2月21日 - リアアメリア[649]
- 2月23日 - コルテジア[650]
- 2月25日 - メイショウハリオ[651]
- 2月26日 - タイセイビジョン[652]、サトノフラッグ[653]
- 2月27日 - ガロアクリーク[654]
- 3月1日 - パンサラッサ[655]
- 3月3日 - レーヌブランシュ[656]、カフェファラオ[657]、マジックキャッスル[658]
- 3月4日 - ウシュバテソーロ[659]
- 3月6日 - ケンシンコウ[660]、ベレヌス[661]、ハクサンアマゾネス[662]
- 3月7日 - イロゴトシ [663]
- 3月11日 - キメラヴェリテ[664]
- 3月14日 - ダーリントンホール[665]
- 3月15日 - レシステンシア[666]
- 3月16日 - タガノビューティー[667]、アラタ[668]
- 3月21日 - マイネルグリット[669]、テーオーソクラテス[670]
- 3月22日 - スマイルカナ[671]
- 3月23日 - クリノプレミアム[672]
- 3月26日 - プロミストウォリア[673]
- 3月27日 - フルフラット[674]
- 3月29日 - サンライズホープ[675]、オーロラテソーロ[676]
- 3月31日 - ヴェルテックス[677]
- 4月1日 - コントレイル[678]
- 4月3日 - アラジンバローズ[679]
- 4月5日 - ラインベック[680]
- 4月6日 - レッドベルジュール[681]
- 4月8日 - アリストテレス[682]
- 4月10日 - ミスニューヨーク[683]
- 4月14日 - サクラトゥジュール[684]
- 4月15日 - デアリングタクト[685]
- 4月16日 - ウインカーネリアン[686]、ケイアイドリー[687]
- 4月17日 - アカイイト[688]、ルビーカサブランカ[689]
- 4月18日 - アブレイズ[690]、テリオスベル[691]
- 4月20日 - テルツェット[692]、ヴェントヴォーチェ[693]
- 4月23日 - コーラルツッキー[694]、シャムロックヒル[695]
- 4月25日 - クリスタルブラック[696]、ボンボヤージ[697]
- 4月27日 - シャインガーネット[698]、テーオーケインズ[699]、ジュンライトボルト[700]
- 4月28日 - サペラヴィ[701]
- 4月29日 - ビアンフェ[702]、メイショウカズサ[703]
- 5月1日 - バビット[704]、スマイルウィ[705]
- 5月2日 - ミヤマザクラ[706]
- 5月4日 - ウインキートス[707]
- 5月5日 - ダノンファラオ[708]
- 5月9日 - エヒト[709]
- 5月11日 - エーポス[710]
- 5月17日 - バーナードループ[711]
- 5月23日 - ウインマリリン[712]
- 6月2日 - プリティーチャンス[713]

## 死去

### 競走馬・繁殖馬・功労馬
- 1月24日 - オーミアリス
- 2月18日 - ゴールドアリュール[714]
- 2月21日（死去報道） - カリズマティック[715]
- 2月22日 - ミホノブルボン[716]
- 2月26日 - ホワイトマズル[717]
- 2月27日 - シャイニンルビー
- 4月11日 - ファンドリショウリ
- 4月19日 - エイシンバーリン[718]
- 4月29日 - ローズジュレップ[719]
- 5月16日 - ヤマニンゼファー[720]
- 5月20日 - ランドパワー[721]
- 5月29日 - タシロスプリング
- 6月2日 - ウラカワミユキ[722]
- 6月4日 - タートルボウル[723]
- 6月6日 - アドマイヤコジーン[724]
- 6月13日 - ワイルドブラスター[725]
- 7月11日 - レギュラーメンバー[726]
- 7月26日 - スマイルトゥモロー[727]
- 8月21日 - キタノタイショウ[728]
- 9月12日 - ナカミジユリアン[729]
- 9月17日 - マジックキス[730]
- 9月19日 - イブキラジョウモン[731]
- 9月20日 - フジサイレンス[732]
- 9月28日 - エイシンバッケン[733]
- 10月19日 - ユウミロク[734]
- 11月15日 - コウソクストレート[735]
- 11月25日（死去判明） - アドマイヤデウス[736]
- 11月26日 - メラグラーナ[737]
- 12月21日 - カネツクロス[738]

### 人物
- 1月27日 - 柿本政男（千葉県競馬組合調教師・元騎手）[739]
- 6月27日 - 下田穰一郎（馬主、福島馬主協会第6代会長）[740]
- 7月5日 - 半澤信彌（馬主、冠名「グラス」で知られグラスワンダーなどを所有した半沢有限会社代表）[740]
- 7月20日 - 山野浩一（競馬評論家・作家。1990年JRA賞馬事文化賞受賞者）[741]
- 9月15日 - 飯田明弘（元日本中央競馬会騎手・調教師。飯田祐史日本中央競馬会調教師・元騎手の実父）[742]
- 11月4日 - 菅原光博（冠名「スガノ」「ミヤギ」の馬主、主な所有馬にミヤギロドリゴ）[740]
- 11月9日 - 瀬戸口勉（元日本中央競馬会騎手・調教師）[743]
- 12月2日 - 中村和夫（競走馬生産者、馬主。「モエレ」の冠名で知られたほか、トウケイヘイローを生産）[744]